# Jennifer Isacco
Jennifer Isacco, née le 27 février 1977 à Côme en Lombardie, est une  bobeuse italienne. Elle a remporté lors des Jeux olympiques d'hiver de 2006 à Turin la médaille de bronze en bob à deux avec sa compatriote Gerda Weissensteiner.

## Palmarès
- Médaillée de bronze olympique en bob à deux aux Jeux olympiques d'hiver de 2006 à Turin ( Italie).